# アルベルト・ノゲーラ
アルベルト・ノゲーラ・リポール（Alberto Noguera Ripoll、1989年9月24日 - ）は、スペイン・マドリード出身のサッカー選手。ムンバイ・シティFC所属。ポジションはMF。

## クラブ経歴
テルセーラ・ディビシオンやセグンダ・ディビシオンBのクラブを経て、2009年にアトレティコ・マドリードのCチームに加入した。翌2010-11シーズンにBチームへと昇格すると、2011年4月24日、レバンテUDとのリーグ戦にて、試合終了5分前にエリアスとの交代でトップチームデビューとプロデビューを果たした。しかし、その後トップチームでの出番は1試合しか貰えず、同シーズン終了後にチャンピオンシップのブラックプールFCへと移籍した。